# Лівинецька сільська рада
Лівине́цька сільська́ ра́да — адміністративно-територіальна одиниця та орган місцевого самоврядування в Кельменецькому районі Чернівецької області. Адміністративний центр — село Лівинці.

## Загальні відомості
- Населення ради: 2 020 осіб (станом на 2001 рік)

## Населені пункти
Сільській раді підпорядковані населені пункти:
- с. Лівинці
- с. Михайлівка

## Склад ради
Рада складалася з 16 депутатів та голови.
- Голова ради:Гермак Андрій Васильович
- Секретар ради: Рябчик Аеліта Василівна

### Керівний склад попередніх скликань
| Прізвище, ім'я, по батькові | Основні відомості                                                                       | Дата обрання | Дата звільнення |
| --------------------------- | --------------------------------------------------------------------------------------- | ------------ | --------------- |
| Громик Василь Георгійович   | Сільський голова, 1961 року народження, освіта вища, член Соціалістичної партії України | 26.03.2006   | 31.10.2010      |
| Громик Василь Георгійович   | Сільський голова, 1961 року народження, освіта вища, безпартійний                       | 31.10.2010   | 13.10.2014      |

Примітка: таблиця складена за даними сайту Верховної Ради України

### Депутати
За результатами місцевих виборів 2010 року депутатами ради стали:

#### За суб'єктами висування
| Суб'єкт висування                                       | Кількість обраних депутатів | %    |
| ------------------------------------------------------- | --------------------------- | ---- |
| Партія регіонів                                         | 9                           | 56,3 |
| Політична партія Всеукраїнське об'єднання «Батьківщина» | 6                           | 37,5 |
| Народна партія                                          | 1                           | 6,3  |

#### За округами
| № округу                                                | Прізвище, ім'я, по батькові     | Дата визнання обраним | Освіта             | Партійна приналежність                        | Відомості про обраного депутата                                                                          |
| ------------------------------------------------------- | ------------------------------- | --------------------- | ------------------ | --------------------------------------------- | --- |
| Народна Партія                                          |                                 |                       |                    |                                               | |
| 9                                                       | Дячук Тетяна Іванівна           | 02.11.2010            | середня спеціальна | позапартійна                                  | Лівинецька сільська бібліотека, старший бібліотекар                                                      |
| Партія регіонів                                         |                                 |                       |                    |                                               | |
| 1                                                       | Іванська Тетяна Денисівна       | 02.11.2010            | середня            | член Партії регіонів                          | Будинок народної творчості та дозвілля с. Лівинці, художній керівник                                     |
| 4                                                       | Паращук Інна Сергіївна          | 02.11.2010            | середня            | член Партії регіонів                          | Лівинецька дільнична лікарня, молодша медична сестра                                                     |
| 5                                                       | Варікаш Раїса Андріївна         | 02.11.2010            | середня            | член Партії регіонів                          | ТОВ «Серединецьке», диспетчер                                                                            |
| 6                                                       | Писанчин Степан Миколайович     | 02.11.2010            | вища               | член Партії регіонів                          | Михайлівська загальноосвітня школа І-ІІ ст., вчитель                                                     |
| 11                                                      | Ткачов Анатолій Пантелеймонович | 02.11.2010            | вища               | член Партії регіонів                          | тимчасово не працює                                                                                      |
| 13                                                      | Репушинська Галина Василівна    | 02.11.2010            | середня            | член Партії регіонів                          | тимчасово не працює                                                                                      |
| 14                                                      | Саранчук Таїсія Андріївна       | 02.11.2010            | середня            | член Партії регіонів                          | Лівинецька сільська рада, касир                                                                          |
| 15                                                      | Андрійчук Зіна Якимівна         | 02.11.2010            | середня            | член Партії регіонів                          | Лівинецька сільська рада, землевпорядник                                                                 |
| 16                                                      | Єленчук Марія Степанівна        | 02.11.2010            | середня            | член Партії регіонів                          | Територіальний центр по обслуговуванню пенсіонерів, інвалідів та одиноких громадян, соціальний працівник |
| Політична партія Всеукраїнське об'єднання «Батьківщина» |                                 |                       |                    |                                               | |
| 2                                                       | Гульчак Галина Михайлівна       | 02.11.2010            | вища               | член Всеукраїнського об'єднання «Батьківщина» | Оселівська загальноосвітня школа І-ІІ ст., вчитель                                                       |
| 3                                                       | Ряба Наталя Станіславівна       | 02.11.2010            | вища               | член Всеукраїнського об'єднання «Батьківщина» | Лівинецька загальноосвітня школа І-ІІІ ст., вчитель                                                      |
| 7                                                       | Рябчик Аеліта Василівна         | 02.11.2010            | середня спеціальна | позапартійна                                  | Лівинецька сільська рада, секретар                                                                       |
| 8                                                       | Думітрюк Артур Михайлович       | 02.11.2010            | вища               | член Всеукраїнського об'єднання «Батьківщина» | Лівинецька дільнична лікарня, фельдшер                                                                   |
| 10                                                      | Дмитрук Параска Миколаївна      | 02.11.2010            | вища               | член Всеукраїнського об'єднання «Батьківщина» | Лівинецька дільнична лікарня, лікар                                                                      |
| 12                                                      | Бренік Віта Іванівна            | 02.11.2010            | вища               | член Всеукраїнського об'єднання «Батьківщина» | Лівинецька загальноосвітня школа І-ІІІ ст., вчитель                                                      |

## Населення
Згідно з переписом УРСР 1989 року чисельність наявного населення сільської ради становила 2047 осіб, з яких 884 чоловіки та 1163 жінки.
За переписом населення України 2001 року в сільській раді мешкало 2014 осіб.

### Мова
Розподіл населення за рідною мовою за даними перепису 2001 року:
| Мова       | Відсоток |
| ---------- | -------- |
| українська | 98,56 %  |
| російська  | 0,99 %   |
| молдовська | 0,40 %   |
| білоруська | 0,05 %   |